# مقدار آبه
در اپتیک و طراحی لنزها، عدد آبه (به انگلیسی:Abbe number)یا مقدار آبه(Abbe value) که به عنوان عدد-V یا انقباض ماده شفاف نیز شناخته می‌شود، معیاری از پاشندگی ماده (تغییر شاخص شکست نور در مقابل طول موج) است. مقادیر زیاد V نشان دهنده پراکندگی کم است. این نام به افتخار ارنست ابه (۱۹۰۵–۱۴۰۴)، فیزیکدان آلمانی است که آن را تعریف کرده‌است.
عدد آبه یک ماده(VD) به این شکل تعریف می‌شود:
{\displaystyle Abb{\acute {e}}\ value={\frac {n_{d}-1}{n_{F}-n_{C}}}}
که در آن nC, nD ,nF شاخص‌های انکسار ماده در طول موج‌های خطوط طیف فراونهوفر (به ترتیب۴۸۶٫۱ نانومتر،  ۵۸۹٫۳ نانومتر و ۶۵۶٫۳ نانومتر) هستند.

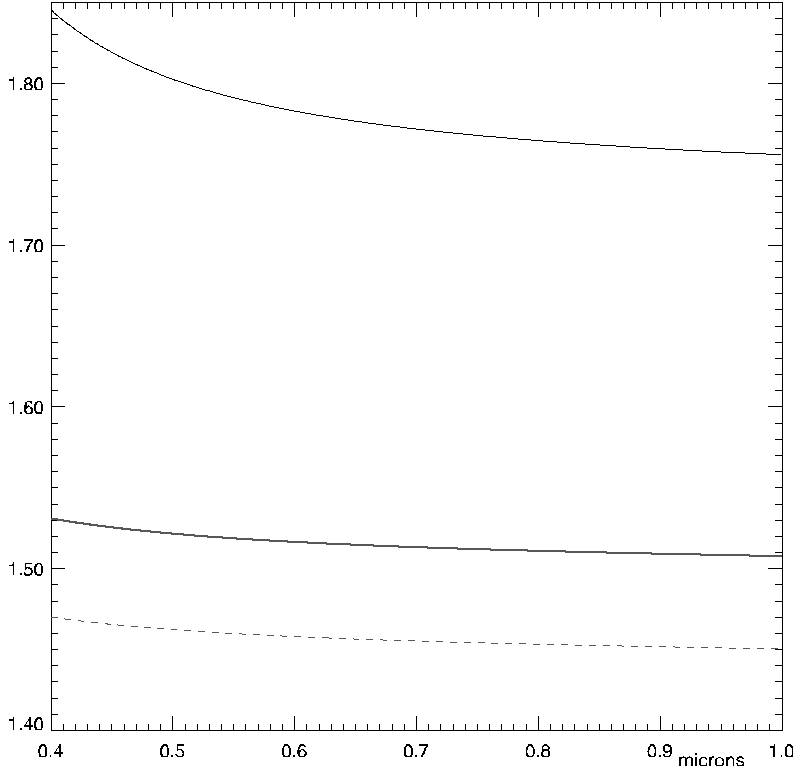
تغییر ضریب شکست برای شیشه سنگ چخماق SF-11 (نمودار فوقانی)، شیشه بورسیلیکات BK-7 (منحنی میانی) و کوارتز ذوب شده (منحنی شکسته).

## کاربردها
عدد Abbe برای طبقه‌بندی شیشه و سایر مواد نوری از نظر کرومیت بودن آنها استفاده می‌شود. به عنوان مثال، شیشه‌های دارای پراکندگی بالاتر دارای V <55 هستند در حالی که شیشه‌هایی که پراکندگی کمتری دارند دارای عدد بزرگتر Abbe هستند. مقادیر V زیر ۲۵ برای عینک‌های بسیار چگال، حدود ۳۴ برای پلاستیک‌های پلی کربنات، تا ۶۵ برای شیشه‌های معمولی و ۷۵ تا ۸۵ برای برخی از لیوان‌های فلوریت و فسفات هستند.
اعداد Abbe در طراحی لنزهای آکروماتیک نیز مورد استفاده قرار می‌گیرند، زیرا رابطه ریاضی دوجانبه آنها، متناسب با پراکندگی و (شیب شاخص انکسار در مقابل طول موج) در منطقه طول موجی است که چشم انسان به آن بیشترین حساسیت را دارد (نگاه کنید به نمودار). در مناطق مختلف طول موج یا برای دقت بالاتر در توصیف کروماتیکی یک سیستم (مانند: در طراحی آپوکرومات) از رابطه پراکندگی کامل (شاخص انکسار به عنوان تابعی از طول موج) استفاده می‌شود.

## انکسار سنج آبه

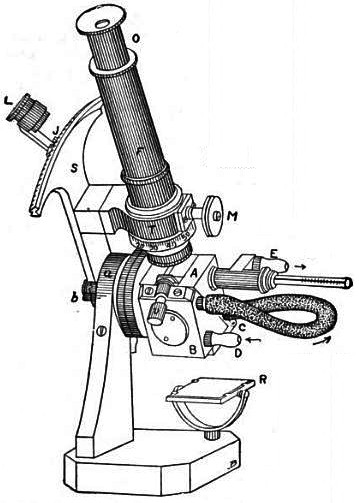
انکسار سنج آبه با منشورهای کنترل دما

انکسار سنج آبه(Abbe refractometer) دستگاهی برای اندازه‌گیری ضریب شکست با دقت بالا می‌باشد. ارنست آبه (۱۹۰۵–۱۸۴۰)، که در اواخر قرن ۱۹ برای کارل زایس AG در Jena آلمان کار می‌کرد، اولین کسی بود که یک انکسار سنج آزمایشگاهی را توسعه داد. نمونه‌های اولیه دارای دماسنجهای داخلی بودند و برای کنترل دمای سیال نیاز به گردش آب داشتند. آنها همچنین تنظیماتی برای از بین بردن اثرات پراکندگی و برای مقیاسهای آنالوگ داشتند.
در انکسار سنج آبه نمونه مایع در بین یک لایه نازک بین منشور روشنایی و منشور انکساری قرار می‌گیرد. منشور انکسار از شیشه ای با ضریب شکست بالا ساخته شده‌است (به عنوان مثال، ۱٫۷۵) و انکسار سنج به گونه ای طراحی شده‌است که برای نمونه‌هایی که دارای ضریب شکست کوچکتر از منشور انکسار هستند، مورد استفاده قرار گیرد. یک منبع نور از طریق منشور نوری روشنایی ایجاد می‌کند، که سطح زیرین آن خاکی است (به عنوان مثال، مانند مفصل شیشه ای سخت شده)، بنابراین هر نقطه از این سطح را می‌توان به گونه ای تصور کرد که انگار پرتوهای نوری هستند که در همه جهات حرکت می‌کنند. آشکارسازی که در قسمت پشت منشور انکساری قرار داده می‌شود، یک منطقه روشن و یک منطقه تاریک را نشان می‌دهد.
در این روش که متداول ترین ابزار برای تعیین ضریب شکست مایعات و جامدات است، نمونه در یک لایه نازک بین دو منشور قائم که از سطح وتری روی هم گذاشته می شوند، قرار می گیرد. نوری که با زاویه ی عمود وارد منشور اول شده بدون شکست به سطح وتری رسیده و بین دو سطح پخش می شود. قسمتی از این نور با زاویه ی حد به داخل منشور دوم شکسته شده و با زاویه ی θ خارج می شود. می توان نشان داد که ضریب شکست مایع را می توان با توجه به اندازه گیری زاویه θ ، زاویه منشور و ضریب شکست آن بیان کرد. استفاده از این روش با توجه به بکارگیری زاویه ی حد، برای مواد با ضریب شکست کمتر از ضریب شکست منشور ممکن خواهد بود. همچنین در این روش معمولا از نور سفید استفاده شده و به این ترتیب با ارضای زاویه ی حد در یکی از طول موج ها، فرایند اندازه گیری تسریع می شود.
از آنجا که هیچ اشعه ای با زاویه ی شکست بیشتر از پرتوی خراشان بین دو سطح، نمی تواند وارد منشور دوم شود، پرتوهای جمع آوری شده توسط تلسکوپ همه در یک طرف خطی در صفحه کانونی همگرا می شوند. بنابراین میدان به قسمتهای تاریک و روشن تقسیم خواهد شد. لبه قسمت روشن مربوط به مقدار θ برای زاویه ی حد است. چرخش تلسکوپ بر روی یک قوس مدرج ثبت می شود ، که مستقیماً ضریب شکست را می خواند.

بیش از یک قرن پس از کار آبه، سودمندی و دقت انکسارسنج‌ها بهبود یافته‌است؛ اگرچه اصل عملکرد آنها بسیار اندک تغییر کرده‌است. آنها همچنین می‌توانند ساده‌ترین وسیله برای اندازه‌گیری ضریب شکست نمونه‌های جامد مانند فیلم‌های شیشه ای، پلاستیک و فیلم‌های پلیمری باشند. برخی از انکسارسنج‌های مدرن آبه از یک صفحه نمایش دیجیتالی برای اندازه‌گیری استفاده می‌کنند ولی با این حال، کاربر هنوز هم برای به دست آوردن نتیجه نهایی باید نما را تنظیم کند.
اولین انکسار سنج‌های آزمایشگاه دیجیتال در اواخر دهه ۱۹۷۰ و اوایل دهه ۱۹۸۰ تولید شدند که دیگر دقت خواندن نتایج به چشم کاربر بستگی نداشت. آنها برای کنترل دمای سیالات همچنان نیاز به استفاده از حمام‌های گردش آب داشتند. بسیاری از انکسار سنج‌های دیجیتال آزمایشگاه، در حالی که بسیار دقیق تر و متنوع تر از همتایان آنالوگ هستند، قادر به خواندن نمونه‌های جامد نیستند.

در اواخر دهه ۱۹۹۰، انکسار سنج‌های آبه با قابلیت اندازه‌گیری طول موج (به غیر از ۵۸۹ استاندارد نانومتر) در دسترس قرار گرفتند. این ابزارها برای رسیدن به طول موج مورد نظر از فیلترهای مخصوص استفاده می‌کنند و می‌توانند اندازه‌گیری را به خوبی در مادون قرمز نزدیک انجام دهند (گرچه برای دیدن اشعه مادون قرمز به یک نشانگر ویژه نیاز است). از انکسارسنج‌هایی با قدرت تشخیص چند طول موج، می‌توان برای تعیین مقدار آبه نمونه‌ها استفاده نمود. پیشرفته‌ترین دستگاه‌های امروزی از ابزارهای دارای اثر پالتیر جامد برای گرم کردن و خنک کردن دستگاه و نمونه استفاده می‌کنند و نیاز به حمام آب خارجی ندارند. نرم‌افزاری که به همراه اکثر دستگاه‌های فعلی عرضه مشود ویژگی‌هایی از قبیل مقیاس تعریف شده توسط کاربر، قابلیت برنامه‌ریزی توسط او و یک حافظه که چندین اندازه‌گیری آخر را ثبت می‌کند، را دارد. چندین تولیدکننده کنترلرهای قابل استفاده ای که قابلیت تبادل اطلاعات با کامپیوترهای مرتبط را دارند را ارائه می‌دهند. 

بیشتر طول موج‌هایی که چشم انسان به آن‌ها حساس است، در اینجا نشان داده شده‌است، توسط طول موج مرجع شماره Abbe به طول ۴۸۶٫۱ نانومتر (آبی) و ۶۵۶٫۳ نانومتر (قرمز) براکت می‌شود.

## نمودار آبه
نمودار Abbe، همچنین با نام «حجاب شیشه ای»، با ترسیم عدد Abbe(یا Vd) از یک ماده، برحسب ضریب شکست آن تولید می‌شود. سپس شیشه‌ها را می‌توان با توجه به موقعیت‌های خود در نمودار، طبقه‌بندی و انتخاب کرد. این می‌تواند یک کد یا شماره نامه باشد، همان‌طور که در کاتالوگ Schott Glass یا کد شیشه ای ۶ -رقمی استفاده می‌شود.
عددAbbe شیشه‌ها به همراه میانگین ضریب شکست آنها در محاسبه قدرت انکساری مورد نیاز عناصر لنزهای آکروماتیک مورد استفاده قرار می‌گیرد تا انحراف کروماتیک به مرتبه اول لغو شود. توجه داشته باشید که این دو پارامتر که در معادلات طراحی دوگانه های (قرین) آکروماتیک وارد می‌شوند، دقیقاً همان چیزی است که در نمودار Abbe ترسیم شده‌است.
به دلیل مشکل و ناراحتی در تولید خطوط سدیم و هیدروژن، تعاریف متناوب از عدد Abbe اغلب جایگزین می‌شوند(ISO 7944). به جای تعریف استاندارد در بالا، از تغییر ضریب شکست بین خطوط F و C هیدروژن، از یک مقدار جایگزین با زیروند "e"، استفاده می‌شود:
{\displaystyle V_{e}={\frac {n_{e}-1}{n_{F'}-n_{C'}}}}
که تفاوت بین ضریب شکست خطوط کادمیوم آبی و قرمز در ۴۸۰٫۰ نانومتر و ۶۴۳٫۸ نانومتر را نشان می‌دهد (با مراجعه به طول موج خط جیوه، ۵۴۶٫۰۷۳ نانومتر). تعاریف دیگر نیز به همین ترتیب قابل استفاده هستند. جدول زیر طول موج‌های استاندارد که معمولاً برای تعیین n استفاده می‌شوند را،

نمودار Abbe، که به عنوان «حجاب شیشه ای» نیز شناخته می‌شود، عدد Abbe را نسبت به ضریب شکست برای طیف وسیعی از شیشه‌های مختلف (نقاط قرمز) ترسیم می‌کند. شیشه‌ها با استفاده از کد شماره نامه Schott Glass طبقه‌بندی می‌شوند تا ترکیب و موقعیت آنها در نمودار نشان داده شود.

تأثیرات اجزا افزوده شده شیشه ای بر عدد Abbe در یک شیشه خاص.

لیست می‌کند.
| طول موج (نانومتر) | نشان خطوط فرانهوفر | منبع نور | رنگ  |
| ----------------- | ------------------ | -------- | ---- |
| 365.01            | i                  | جیوه     | UV-A |
| 404.66            | h                  | جیوه     | بنفش |
| 435.84            | g                  | جیوه     | آبی  |
| 479.99            | F'                 | کادمیم   | آبی  |
| 486.13            | F                  | هیدروژن  | آبی  |
| 546.07            | e                  | جیوه     | سبز  |
| 587.56            | d                  | هلیوم    | زرد  |
| 589.3             | D                  | سدیم     | زرد  |
| 643.85            | C'                 | کادمیم   | قرمز |
| 656.27            | C                  | هیدروژن  | قرمز |
| 706.52            | r                  | هلیوم    | قرمز |
| 768.2             | A'                 | پتاسیم   | IR-A |
| 852.11            | s                  | سزیم     | IR-A |
| 1013.98           | t                  | جیوه     | IR-A |